# Paisajes Barcelona

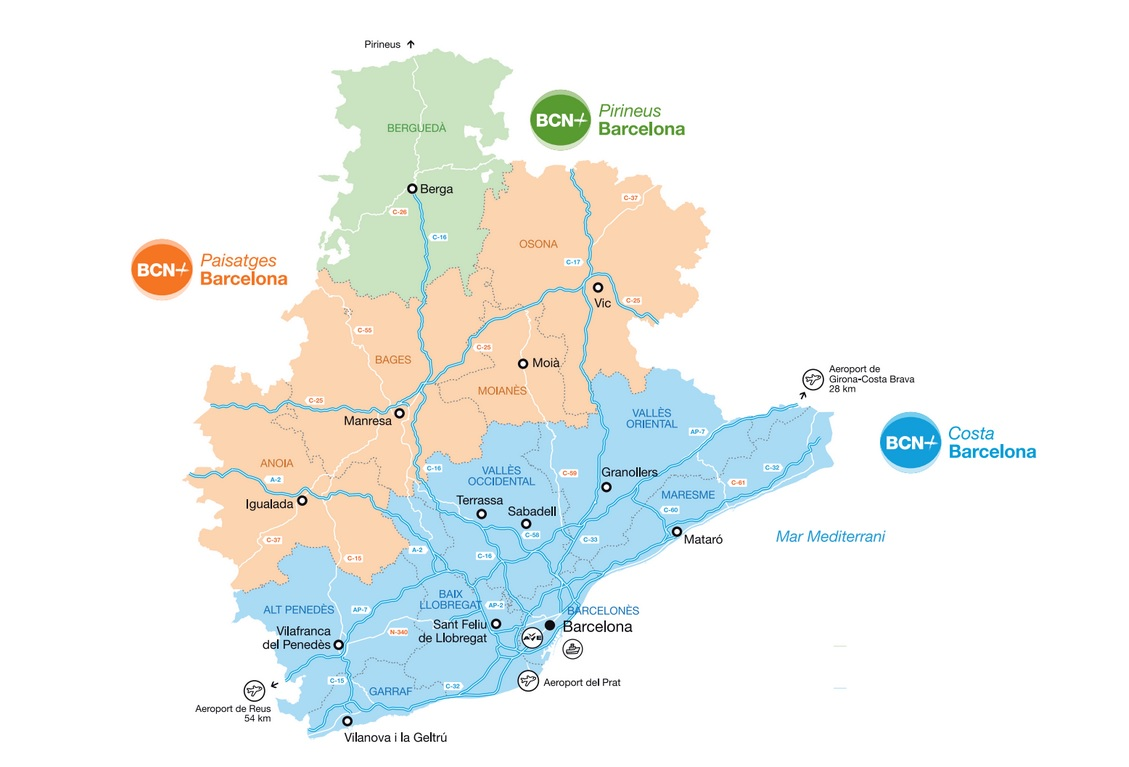
Marcas turísticas de las comarcas de Barcelona.

Paisajes Barcelona (Paisatges Barcelona en catalán) es la marca turística que comprende las comarcas catalanas de Osona, el Bages, Noya y el Moyanés, bajo el cobijo de la marca de promoción turística Barcelona es mucho más (Barcelona és molt més en catalán), de la Diputación de Barcelona. Barcelona es mucho más cuenta también con la marca turística Costa Barcelona y con la marca territorial Pirineos Barcelona, en este último caso dentro de la marca turística catalana Pirineos.
Las capitales de las cuatro comarcas de Paisajes Barcelona son Vich (Osona), Manresa (Bages), Igualada (Noya) y Moyá (Moyanés). También destacan, en cuanto a peso demográfico, poblaciones como Manlleu, Piera, Torelló, Vilanova del Camí, San Juan de Torruella, Santa Margarita de Montbuy, Masquefa o Sallent. Paisajes Barcelona tiene un total de 123 municipios, con 467.951 habitantes, y una superficie de 3.756,48 km². Las cuatro comarcas se encuentran en el interior de Cataluña, cercanas a la ciudad de Barcelona, y con un rico patrimonio natural, histórico y monumental. La economía del territorio es diversa, si bien tradicionalmente han tenido relevancia la agricultura y la industria -con menor o mayor medida, según cada territorio-, y, en los últimos años, también el turismo, especialmente el rural.

## Creación de la marca turística
La Agencia Catalana de Turismo aprobó en octubre del 2014 la marca turística Paisajes Barcelona, que incluía inicialmente las comarcas de Noya, el Bages y Osona, y que sustituía la anterior marca Cataluña Central. El objetivo era potenciar la múltiple oferta turística de estas comarcas, aumentar el número de visitantes y mejorar el impacto económico que supone el sector turístico para este territorio. Con la creación de la comarca del Moyanés en abril de 2015, la nueva comarca quedó incorporada a la marca turística Paisajes Barcelona. La aprobación de la marca Paisajes Barcelona supuso la culminación de un proceso iniciado en 2011 con el Plan de Marketing de las Comarcas de Barcelona que planteaba la reordenación de las marcas turísticas vigentes durante los últimos años.

## Naturaleza

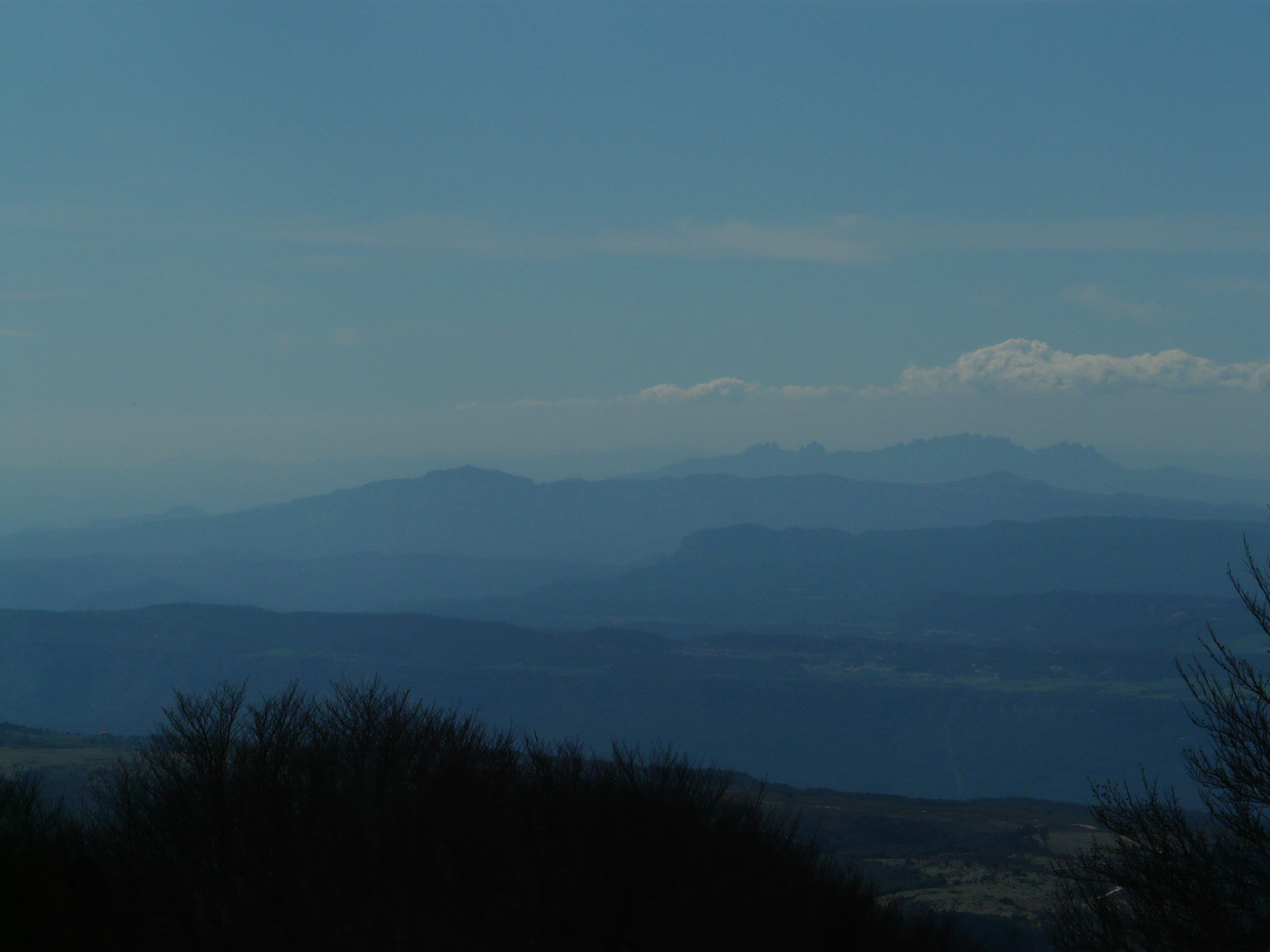
Sant Llorenç de Munt y Montserrat desde el Montseny.

La riqueza, diversidad y belleza natural son rasgos distintivos de Paisajes Barcelona. Se trata de un territorio con grandes llanuras como las de Vich, el Bages y Noya, combinadas con elevaciones singulares y emblemáticas cómo son el macizo del Montseny o de Montserrat. Otorgan personalidad también a estas comarcas el paso de los ríos Cardener, Ter, Llobregat y Noya, cursos fluviales que han sido clave en el desarrollo agrícola e industrial de estas tierras a lo largo de la historia.
Dentro de la marca turística Paisajes Barcelona destacan los siguientes espacios naturales: parque natural del Montseny (declarado Reserva de la Biosfera por parte de la UNESCO), parque natural de Sant Llorenç del Munt i l'Obac, parque natural de la Montaña de Montserrat, Espacio natural de les Guilleries-Savassona y Parque del Castillo de Montesquiu. Algunos elementos geológicos y mineros también son singulares; en este sentido hay que mencionar las Cuevas del Toll, en Moià, y el Parque Cultural de la Montaña de Sal, en Cardona. Estos y otros elementos, así como algunos museos, forman parte del Geoparque de la Cataluña Central, que tiene el distintivo UNESCO.

## Patrimonio histórico y artístico

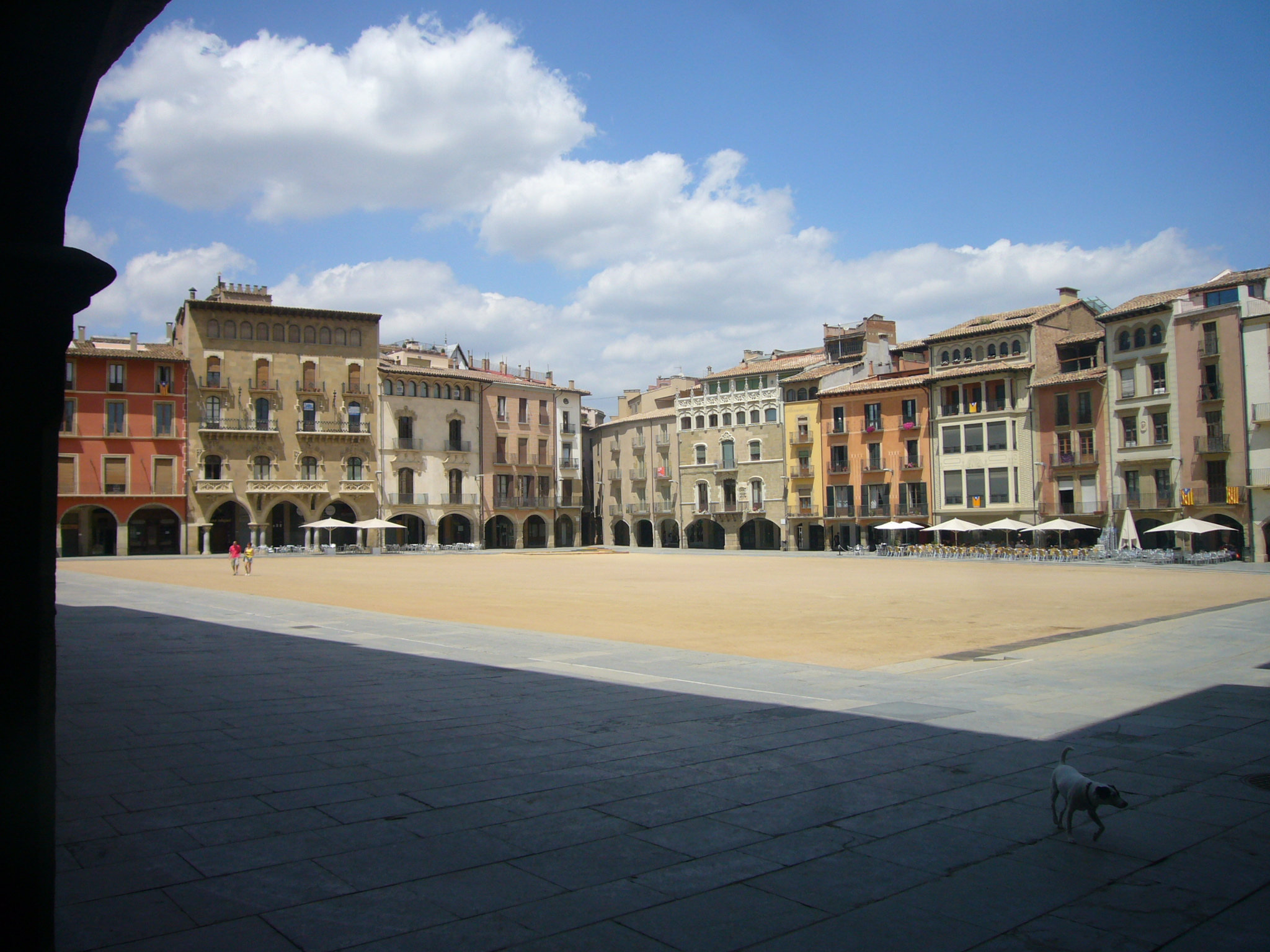
Plaza Mayor de Vich.

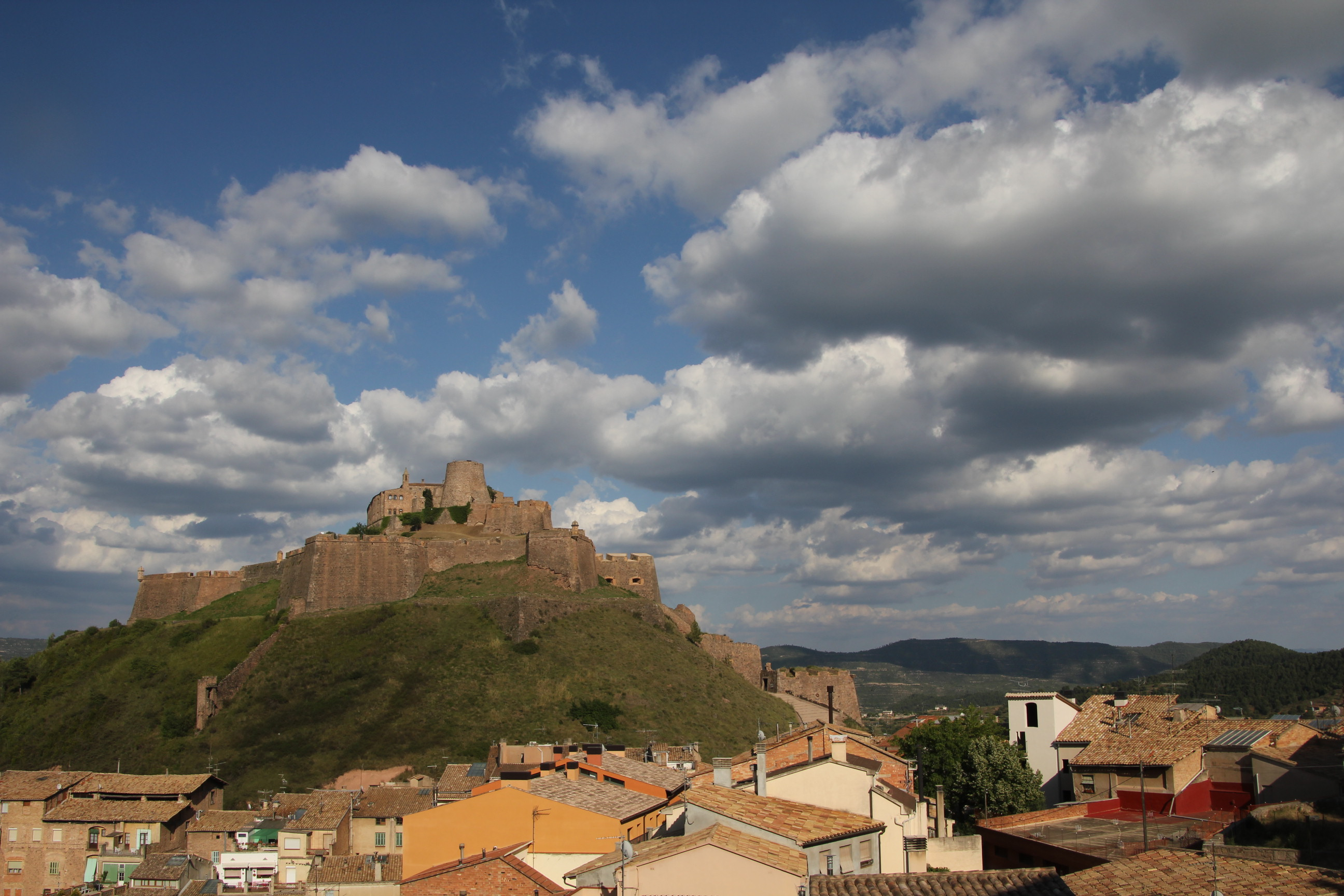
Castillo de Cardona.

Los atractivos patrimoniales, ya sean iglesias, monasterios, castillos, colonias industriales, puentes, ermitas... son numerosos y muy diversos en las cuatro comarcas de Paisajes Barcelona. Se  acumulan en las capitales, pero también otras muchas villas y pueblos tienen monumentos de gran interés. Destacan:
- Monasterio de Montserrat
- Catedral de San Pedro Apóstol (Vich)
- Plaza Mayor (Vic)
- Templo Romano (Vich)
- Colegiata basílica de Santa Maria (Manresa)
- Pont Vell (Manresa)
- Cueva de San Ignacio (Manresa)
- Calle del Balç (Manresa)
- La Séquia de Manresa
- Parque de la Aguja (Manresa)
- Basílica de Santa Maria (Igualada)
- Cementerio Nuevo (Igualada)
- Puente Colgante de Rupit
- Pueble Viejo de Suria
- Iglesia de San Jaime (Calaf)
- Centro histórico de Cardona
- Castillo de Cardona
- Colegiata de San Vicente (Cardona)
- Monasterio de San Pedro de Caserras (Masías de Roda)
- Monasterio de Santa Maria de Lluçà
- Monasterio de Santa Maria de l'Estany
- Monasterio de San Benito de Bages (San Fructuoso de Bages)
- Castillo de Claramunt (la Pobla de Claramunt)
- Castillo de Tous
- Castillo de Balsereny
- Castillo de Boixadors
- Castillo de Montesquiu
- Parque Prehistórico de Capellades - Abric Romaní

### Museos
- Museo Episcopal de Vich
- Museo del Arte de la Piel (Vich)
- Museo de la Técnica (Manresa)

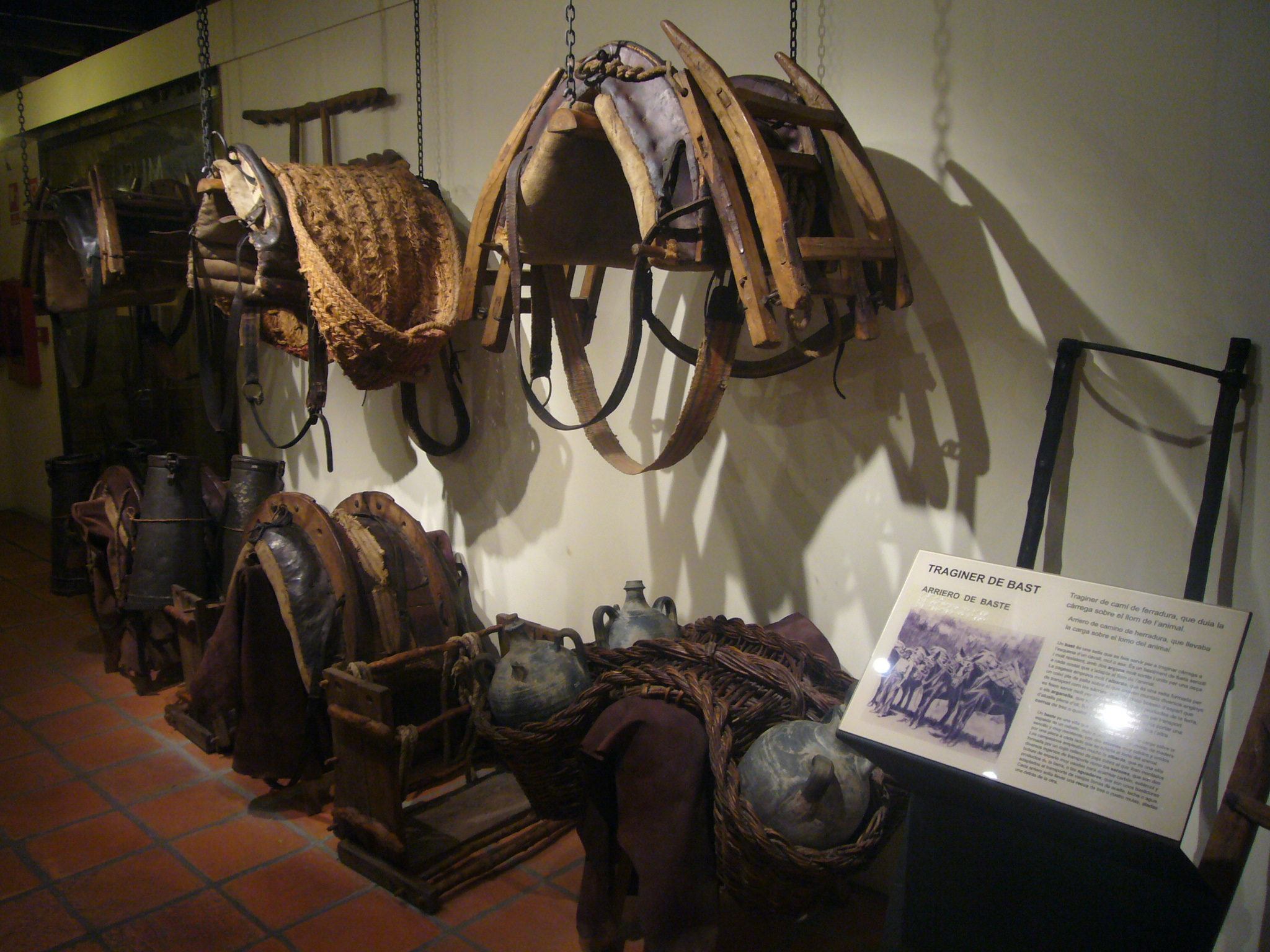
Museo del Traginer, en Igualada.

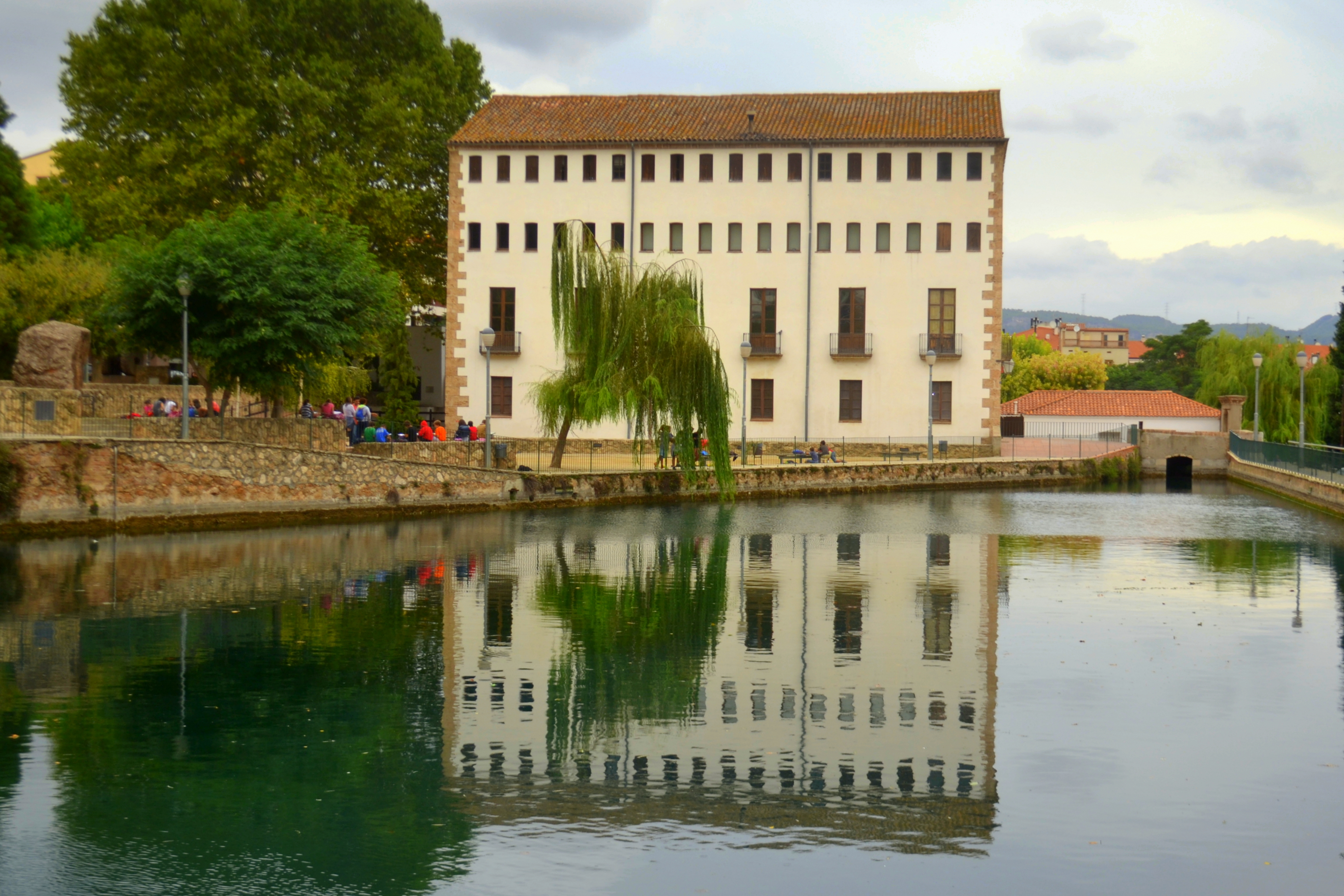
Museo del Molino de Papel de Capellades.

- Museo de Geología Valentí Masachs (Manresa)
- Museo de la Piel de Igualada y Comarcal de Noya
- Museo del Arriero (Igualada)
- Museo Arqueológico y Paleontológico de Moià
- Ecomuseu del Moianès
- Museo del Ter (Manlleu)
- Museo de Montserrat
- Museo Arqueológico de l'Esquerda (Roda de Ter)
- Museo del Cobre (les Masies de Voltregà)
- Museo del Molino de Papel de Capellades
- Museo de los Maquis (Castellnou de Bages)
- Casa-Museo Prat de la Riba (Castellterçol)
- Museo de Terrissa Catalana (Oristà)
- Casa Museo Verdaguer (Folgueroles)
- CRIP: Centro de Restauración e Interpretación Paleontológica (els Hostalets de Pierola)

## Gastronomía

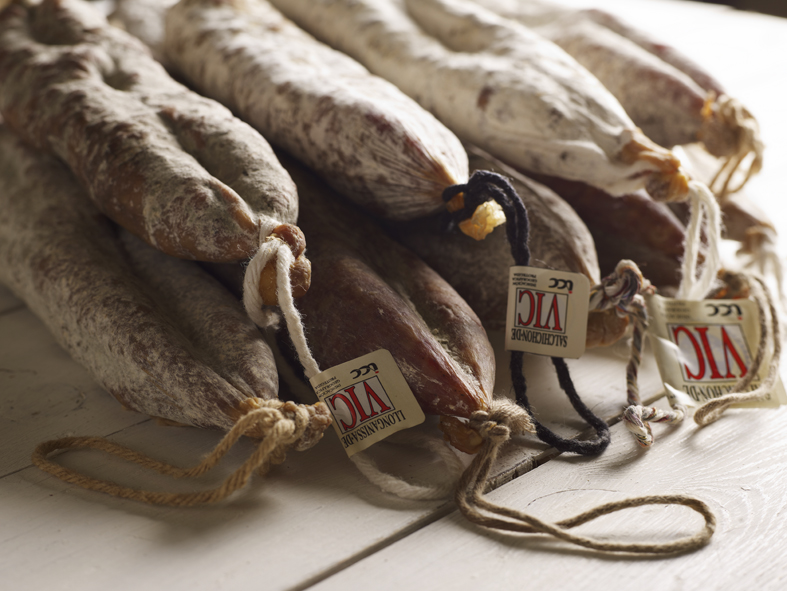
Salchichón de Vich.

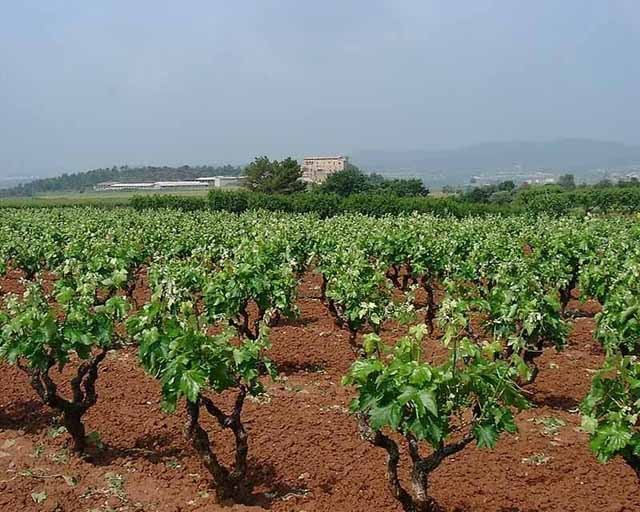
Viñas en Artés (Bages).

La gastronomía de calidad tiene una relevancia especial en esta zona, y son muchos los productos locales que cuentan con gran reconocimiento entre los consumidores y en el sector de la restauración:
- Salchichón de Vich (Indicación Geográfica Protegida)
- Patata del bufet
- Castaña de Viladrau
- Cigronet ("garbancito") del Alta Noya
- Cigronet ("garbancito") de Mura
- Judía de Castellfollit de Boix
- Judía de Collsacabra
- Tomate de Montserrat o del Bages
- Requesón de Montserrat
- Vinos de la D.O. Pla de Bages
- Coca de Igualada
- Coca de piñones de Capellades
- Pan de "pessic" de Vich
- Piedras del Montseny

## Fiestas, ferias y festivales

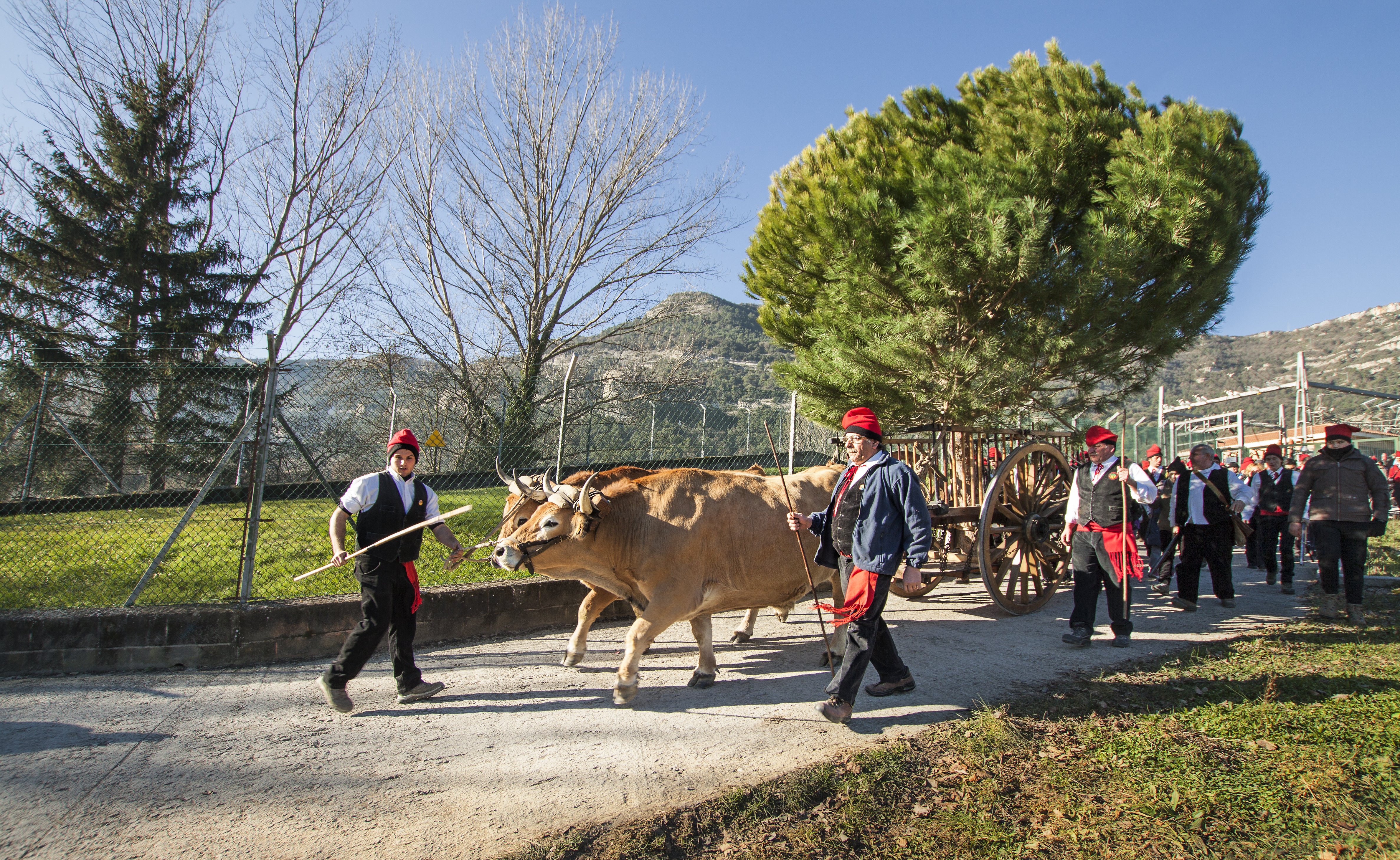
Fiesta del Pino de Centellas.

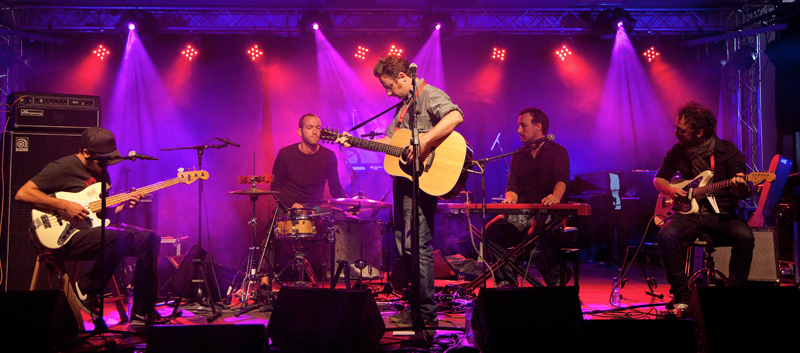
El grupo Mishima durante una actuación en el Mercado de Música Viva de Vich en 2009.

Cómo en el conjunto del país, en las comarcas de Paisajes Barcelona las fiestas populares y las ferias de todo tipo cuentan con gran participación y muchas están fuertemente arraigadas a una población concreta o en un territorio desde tiempos remotos. Hay que destacar:
- Fiesta del Pino de Centelles
- Fiesta de los Reyes de Igualada
- Tres Tombs de Igualada
- Fiesta de los Tonis de Taradell
- Fiesta de los Traginers de Balsareny
- Fiesta de la Luz de Manresa
- Fiesta del Segar y el Batir en Santa Eulàlia de Riuprimer
- Carnaval de Terra Endins en Torelló
- Enramadas de Sallent
- Mercado del Ramo de Vich
- Feria de la Transhumància en Pujalt
- Fiesta d'en Toca-sons en Taradell
- Danza de Castellterçol y Baile del Cirio

En los últimos años, o en algunos casos décadas, también han sido importantes los festivales, muestras o ferias culturales o gastronómicas, de carácter diverso:
- Fiesta de la Caldera en Montmaneu
- La Muestra de Igualada - Feria de teatro infantil y juvenil
- Fiesta de la Sal en Cardona y Feria Medieval
- Fesllecat en Sant Martí de Tous
- Festival Internacional de Música de Cantonigròs (en la actualidad se celebra en Vich)
- Feria del Pescador en Roda de Ter
- European Balloon Festival en Igualada
- Fiesta de la Vendimia del Bages, en Artés
- Mercado de Música Viva de Vich
- Fiesta del Cerdo y de la Cerveza en Manlleu
- Feria ganadera del Hostal del Vilar en San Baudilio de Llusanés
- Concurso de perros pastores en Castellterçol
- Fiesta de Batir el Cigronet en Mura
- Feria Mediterránea de Manresa
- Feria de la Castaña en Viladrau
- Feria de la Seta y las Hierbas Curanderas de Castelltersol
- Fiesta de la Ratafía de la Noya, en Igualada
- Feria de la Coca y el Requesón en Monistrol de Montserrat
- Zoom Festival de Igualada
- Mercado Medieval de Vich
- Feria de la Trufa en Centellas
- Feria del Abeto de Espinelvas